# Norman Manea
Pour les articles homonymes, voir Manea.
Norman Manea, né le 19 juillet 1936 dans le village de Burdujeni (ro), près de Suceava, est un écrivain roumain d’origine juive vivant aux États-Unis, auteur de nouvelles, de romans et d’essais.
Pendant la Seconde guerre mondiale, enfant, il a été déporté avec sa famille en Transnistrie. Après ses études, il est devenu ingénieur, puis s’est consacré à la littérature. Sous le régime communiste, ses écrits n’étaient pas marqués idéologiquement, sans qu’il soit un dissident. Toutefois, ne supportant plus ce régime, il a émigré aux États-Unis, où il a continué à écrire en roumain, devenant aussi professeur d’université. Depuis le début des années 1990, il est reconnu et salué comme un écrivain international important, ses œuvres étant traduites en de nombreuses langues.

## Biographie

### En Roumanie
Quand Norman Manea naît, Burdujeni est une commune à part, qui deviendra bien plus tard un quartier de Suceava. Ses parents sont des gens simples : son père est comptable dans une petite entreprise et sa mère – sans profession. Son grand-père maternel avait une petite libraire, et son grand-père paternel – une boulangerie.
En 1941, après l’entrée de la Roumanie dans la guerre contre l’Union soviétique, les Juifs de Bucovine sont déportés en Transnistrie, parmi eux l’enfant Norman de cinq ans et sa famille, ainsi que leurs parents de Bucovine. Maria, que le grand-père paternel a pris chez lui quand elle était une enfant de paysan orpheline, puis la nourrice de Norman, a voulu les suivre en déportation mais les soldats qui les gardaient ne l’ont pas laissée. Plus tard, en risquant sa vie, elle réussira une fois à les joindre en Transnistrie avec des aliments et des vêtements.
Les grands-parents et d’autres parents plus éloignés de Norman Manea périssent en déportation mais lui et sa famille restreinte survivent, étant libérés en 1944. Ils vivent pendant un an dans l’actuelle République de Moldavie occupée par l’Armée rouge. Norman va à une école primaire dont la langue d’enseignement est le russe, et son père travaille dans une banque.
En 1945, ils retournent en Roumanie, à Fălticeni, où ils sont hébergés par des parents. En 1947, ils arrivent à Suceava, où Maria s’était mariée entre-temps, son mari étant premier secrétaire du comité départemental du parti communiste. Elle aide la famille Manea dans cette position aussi.
Dans les premières années d’après-guerre, pour certains Juifs, la rhétorique communiste est attrayante, parce qu’elle promet que les discriminations et les persécutions à base ethnique, les horreurs de la guerre ne se répéteront plus. Les lois adoptées à ce moment-là interdisent les excès nationalistes. Le père de Norman Manea adhère au parti communiste et fait une modeste carrière, devenant le directeur d’une entreprise commerciale d’État locale mais il perd bientôt cette fonction à la suite d’une dénonciation anonyme, sans qu’on s’assure du bien-fondé des accusations, et redevient simple comptable. Norman est un bon élève, pionnier, puis, en tant que lycéen, membre par conviction de l’organisation de jeunesse communiste. Cependant, lorsqu’il a 16 ans, la différence entre la réalité et l’utopie communiste, ainsi que la terreur qui règne lui font perdre ses illusions. À cela contribue la dignité avec laquelle un de ses camarades de classe réagit, en 1952, quand il est exclu de l’organisation avec la contribution de Manea. Plus tard, en 1959, les deux jeunes hommes deviendront amis. En tant qu’adulte, Manea n’est ni communiste ni dissident.
En 1954, Manea entre à ce qui est en 2021 l’Université technique d'ingénieurs civils de Bucarest sans avoir de vocation pour l’ingénierie.
En 1958, son père est arrêté et condamné à cinq ans de travaux forcés dans un camp, sur des accusations de droit commun inventées, et sa mère doit travailler comme ouvrière dans une conserverie. Cependant, l’avocat du père réussit à obtenir que le cas soit rejugé et que la peine soit ramenée à dix mois. Manea père ayant dépassé cette période, est libéré, mais il n’échappera pas plus tard aux harcèlements des autorités.
En 1959, Manea obtient son diplôme d’ingénieur hydraulicien et il travaille dans diverses entreprises du bâtiment à Suceava, puis à Ploiești et finalement à Bucarest. Entre-temps, il commence à écrire. En 1966 paraît sa première prose brève, Fierul de călcat dragostea (« Le fer à repasser l’amour »), dans la revue Ramuri et, en 1969, son premier volume de nouvelles, Noaptea pe latura lungă (« La nuit sur le côté long »). Il épouse la même année Josette-Cella Boiangiu, qui est sa femme en 2021 aussi.
En 1970 paraît le premier roman de Manea, Captivi (« Captifs »). Il devient membre de L’Union des écrivains de Roumanie et, en 1974 il abandonne son occupation d’ingénieur.
À la suite de la parution, en 1981, de son volume de nouvelles Octombrie, ora opt (traduit plus tard en français avec le titre « Le Thé de Proust et autres nouvelles ») et d’une interview dans la revue Familia (en) d’Oradea, Manea commence à être attaqué dans les revues d’orientation national-communiste la plus radicale, Flacăra (en), Săptămîna (en) et Luceafărul (en).
Il commence à être observé par la Securitate, la police politique du régime. Des microphones sont installés dans son appartement et au moins un informateur écrit systématiquement des notes informatives sur lui. Il le sait parce que c’est l’un de ses meilleurs amis, qui lui relate tout aussi systématiquement ce qu’il écrit. Cela dure jusqu’à ce que cet ami quitte le pays.
Un groupe d’écrivains émigrés en Allemagne de l’Ouest en 1983 apprécient son volume Le Thé de Proust et attirent l’attention de l’écrivain Heinrich Böll sur celui-ci. En 1985 paraît la première œuvre de Manea en Occident, la traduction allemande de sa nouvelle Pulovărul (« Le pull-over »), dans la revue ouest-allemande Akzente (en). En 1986, l’Office allemand d’échanges universitaires lui accorde une bourse avec séjour à Berlin-Ouest. La même année paraît, après beaucoup de déboires avec la censure, son roman Plicul negru (paru en français avec le titre « L’enveloppe noire »).
Le jury de l’Union des écrivains, qui d’ordinaire accorde des prix tous les ans, ne l’avait plus fait depuis deux ans, mais en 1986, il se réunit et récompense le volume d’essais de Manea, Pe contur (« Sur le contour »). Comme jamais jusqu’alors, l’organisme du parti communiste et de l’État appelé Conseil de la culture et de l’éducation socialistes retire son prix.

### En émigration
En 1987, Norman Manea et son épouse partent à Berlin-Ouest et ils y vivent pendant une année avec la bourse reçue. À la recommandation d’Heinrich Böll, les éditions Steidl de Göttingen publient en traduction une partie de son volume Le Thé de Proust, qui a un bon accueil, étant réédité l’année suivante.
À cause de l’atmosphère qui règne dans le pays à ce moment-là, le couple Manea ne retourne pas en Roumanie. La pensée de l’émigration avait déjà préoccupé l’écrivain. En tant que Juif, il aurait pu le faire légalement depuis longtemps. Ses parents essayaient de le convaincre de partir tous mais il ne pouvait pas s’y décider, pensant qu’il ne pourrait pas trouver sa place comme écrivain de langue roumaine. D’ailleurs, en 2021, il continue d’écrire en roumain, se considérant toujours comme un écrivain roumain.
En 1988, l’écrivain reçoit une bourse Fulbright et le couple part pour Washington. À New York, il fait la connaissance de l’écrivain Philip Roth. Ils seront amis jusqu’à la mort de celui-ci, en 2018. La même année 1988 meurt la mère de Manea et il ne peut pas aller à son enterrement. Son père de 80 ans émigre la même année en Israël.
Entre 1989 et 1992, Manea est boursier du Bard College, dans l’État de New York. Il participe à des congrès d’écrivains, fait des conférences, publie les traductions de plusieurs de ses écrits.
En 1991, The New Republic de Washington publie son essai Happy Guilt (« Culpabilité heureuse ») sur les écrits autobiographiques de Mircea Eliade, essai qui aborde entre autres le fait que l’historien des religions n’a jamais mentionné la communauté idéologique qu’il avait eu dans les années 1930 avec la Garde de fer, un parti fasciste. La traduction de cet essai est publiée sans l’accord de son auteur dans Revista 22 (en). Chez certains intellectuels roumains, il provoque une indignation qui va durer relativement longtemps. Par exemple, aux yeux du critique et historien de la littérature Alex Ștefănescu (ro), « Norman Manea (d’ailleurs un écrivain dépourvu de talent, à juger d’après ses livres pseudo-philosophiques et prolixes publiés en Roumanie) a une attitude de mégalomane agressif, accusant d’au-delà de l’océan notre société tout entière ».
En 1994, Manea reçoit une chaire de professeur de littérature européenne et le statut d’écrivain résident à Bard College, où il est toujours actif en 2021.
L’écrivain retourne en Roumanie pour la première fois en 1997, avec une certaine crainte à cause des attaques qu’il a subies. C’est alors que commencent à être publiées dans son pays ses premières œuvres écrites en Occident.
En 1998, Manea écrit dans The New Republic un essai intitulé The Incompatibilities (« Les incompatibilités »), sur le Journal, 1935-1944 de l’écrivain roumain d’origine juive Mihail Sebastian, publié en 1996. Pour cela, il est de nouveau attaqué en Roumanie. Par exemple l’historien et critique littéraire Nicolae Manolescu l’accuse dans la revue România literară d’affirmer le « monopole juif de la souffrance », ce que Manea rejette aussitôt dans Revista 22.
En 2003 paraît en même temps en Roumanie et aux États-Unis Întoarcerea huliganului / The Hooligans return (paru en français avec le titre « Le Retour du hooligan : une vie »). Ce volume contribue de manière significative à la notoriété et à l’appréciation positive de l’écrivain. Les années suivantes, il est traduit en de nombreuses langues, en France remportant le Prix Médicis étranger 2006.
En 2008, les éditions Polirom commencent à publier la série des œuvres de Manea. La même année, il retourne à nouveau en Roumanie, cette fois étant reçu avec certains honneurs, tels les titres de docteur honoris causa de l’Université de Bucarest et de l’Université Babeș-Bolyai de Cluj-Napoca. Plus tard (2012), l’Union des écrivains lui accorde le Prix national pour 2011 et, en 2014, elle le propose, avec trois autres écrivains, pour le Prix Nobel de littérature.
En 2009 paraît le livre suivant de Manea, le roman Vizuina (paru en français avec le titre « La Tanière »).

## Regards sur l’œuvre
Dès ses premiers écrits, la critique littéraire découvre une voix et un style tout nouveaux dans les nouvelles de Manea.
L’enveloppe noire (1986), une œuvre satirique et allégorique, la dernière de l’auteur parue en Roumanie avant son émigration, est qualifiée par l’écrivaine Gabriela Adameșteanu comme le plus dur roman politique de la dernière décennie du régime communiste.
Le retour du hooligan est l’écrit le plus complexe de Manea jusqu’en 2003. Dans des parties à caractère de mémoires et dans d’autres à caractère romanesque, on trouve les trois thèmes principaux traités dans toute son œuvre : la Shoah, l’existence humaine et d’écrivain dans la Roumanie communiste, et l’exil. Ce dernier thème ne cesse de le préoccuper, Manea vivant son émigration comme un exil, parce qu’il se considère toujours comme un écrivain roumain,. Son livre La tanière (2009) est le roman de l’exil. Son titre est une référence au refuge que représentent la lecture, la littérature, pour un naufragé dans l’inconnu. Ce livre a en même temps un caractère de thriller intellectuel.

## Liste des œuvres
- Noaptea pe latura lungă (« La Nuit sur le côté long »), 1969 (nouvelles)[21]
- Captivi (« Captifs »), 1970 (roman)
- Atrium, 1974 (roman)
- Primele porți (« Les Premières portes »), 1975 (nouvelles)
- Cartea fiului (« Le Livre du fils »), 1976 (roman)
- Zilele și jocul (« Les Jours et le jeu »), 1977 (roman)
- Anii de ucenicie ai lui August Prostul (« Les Années d’apprentissage de l’auguste »), 1979 (roman documentaire)
- Octombrie, ora opt (« Le Thé de Proust »), 1981 (nouvelles)
- Pe contur (« Sur le contour »), 1984 (essais)
- Plicul negru (« L’Enveloppe noire »), 1986 (roman)
- Despre clovni: dictatorul și artistul (« Les Clowns : le dictateur et l’artiste »), 1997 (essai)
- Fericirea obligatorie (« Le Bonheur obligatoire »), 1999 (nouvelles)
- Casa melcului (« La Maison de l’escargot »), 1999 (interviews)
- Întoarcerea huliganului (« Le Retour du hooligan : une vie »), 2003 (roman autobiographique)
- Plicuri și portrete (« Enveloppes et portraits »), 2004 (essais)
- Textul nomad (« Le Texte nomade »), 2006 (interviews)
- Vorbind pietrei (« Parler à la pierre »), 2008 (poème, avec sa traduction en dix langues)
- Înaintea despărțirii. Convorbire cu Saul Bellow (« Avant la séparation. Entretien avec Saul Bellow »), 2008
- Sertarele exilului. Dialog cu Leon Volovici (« Les Tiroirs de l’exil. Dialogue avec Leon Volovici (ro) »), 2008
- Variante la un autoportret (« Variantes d’un autoportrait »), 2008 (nouvelles)
- Laptele negru (« Le Lait noir »), 2010 (essais)
- Vizuina (« La Tanière »), 2009 (roman)
- Curierul de Est. Dialog cu Edward Kanterian (« Le Courrier de l’Est. Dialogue avec Edward Kanterian »), 2010

## Œuvres traduites
Plusieurs écrits de Norman Manea ont été traduits en 19 langues : allemand, anglais, bulgare, catalan, chinois, espagnol, estonien, français, grec, hébreu, hongrois, italien, néerlandais, norvégien, polonais, portugais, slovène, tchèque et turc.
Parus en français :
- Le Thé de Proust et autres nouvelles (titre original : Octombrie, ora opt), traduit par Marie-France Ionesco, Alain Paruit et André Vornic, Albin Michel, coll. « Les Grandes traductions », 1990, 245 p.  (ISBN 978-2-226-04028-2)
- Le Bonheur obligatoire (titre original : Fericirea obligatorie), traduit par Alain Paruit et André Vornic, Albin Michel, coll. « Les Grandes traductions », 1991, 254 p.  (ISBN 978-2-226-05261-2)
- Le Retour du hooligan : une vie (titre original : Întoarcerea huliganului), traduit par Nicolas Véron, Seuil, coll. « Fiction & Cie », 2006, 447 p.  (ISBN 978-2-02-083296-0)
- L’Heure exacte et autres nouvelles (titre original : Ora exactă), traduit par Alain Paruit, André Vornic, Marie-France Ionesco, Odile Serre, Seuil, coll. « Fiction & Cie », 2007, 288 p.  (ISBN 9782021126105)
- Parler à la pierre (titre original: Vorbind pietrei), dans Vorbind pietrei, Iași, Polirom, 2008  (ISBN 978-973-46-0974-1)
- Les Clowns. Le dictateur et l’artiste  (titre original : Despre clovni: dictatorul și artistul), traduit par Marily Le Nir et Odile Serre, Seuil, coll. « Fiction & Cie », 2009, 395 p.  (ISBN 9782020965538)
- L’Enveloppe noire (titre original : Plicul negru), traduit par Marily Le Nir, Seuil, coll. « Fiction & Cie », 2009, 353 p.  (ISBN 9782020965521)
- La Tanière (titre original : Vizuina), traduit par Marily Le Nir, Seuil, coll. « Fiction & Cie », 2011, 366 p.  (ISBN 9782021021950)
- La Cinquième impossibilité (titre original : Plicuri și portrete), traduit par Odile Serre et Marily Le Nir, Seuil, coll. « Fiction & Cie », 2013, 366 p.  (ISBN 978-2-02-102198-1)
- Les Tiroirs De L’exil. Dialogue Avec Leon Volovici (titre original : Sertarele exilului. Dialog cu Leon Volovici), traduit par Nicolas Cavaillès, Le Bord de l’eau, coll. « Judaïsme », 2015  (ISBN 9782356873552)
- Avant de s'en aller, Saul Bellow, une conversation avec Norman Manea, traduit de l'anglais et du roumain par Marie-France Courriol et Florica Courriol, La Baconnière, 2021  (ISBN 9782889600601)

## Prix, distinctions et honneurs
- 1979 – Prix littéraire de l’Association des écrivains de Bucarest[23]
- 1984 – Prix de l’Union des écrivains de Roumanie (retiré)[24]
- 1992 – Prix MacArthur (États-Unis)[24]
- 1993 – National Jewish Book Award (en) (États-Unis), pour son essai Despre clovni. Dictatorul și artistul (« Les Clowns. Le dictateur et l’artiste »)[24]
- 1997 – Prix Bucovine (Roumanie)[24]
- 2002 – Prix Nonino (en) (Italie)[24]
- 2005 – Prix Holzbrinck de l’Académie américaine de Berlin (en)[24]

– Prix Napoli pour la prose (Italie)
- 2006 – Prix Anfora (Italie)[24]

– Prix Lux Mundi (Italie)
– Prix de Radio România Cultural (en)
– Prix Médicis étranger pour le Le Retour du hooligan : une vie
– Prix culturel de TVR International (Roumanie)
– membre de l’Académie des arts de Berlin
– membre du jury du Prix Nonino
- 2007 – Ordre du mérite culturel (ro) classe commandeur (Roumanie)[24]

– Docteur honoris causa de l’Université de Bucarest
– Docteur honoris causa de l’Université Babeș-Bolyai de Cluj-Napoca
– Prix URSUS pour la littérature (Roumanie)
- 2009 – Prix de la Fondation Renée-et-Léonce-Bernheim pour les arts, les sciences et les lettres, sous l’égide de la Fondation du judaïsme français[24]

– Prix Gheorghe-Crăciun de la revue Observator cultural pour toute son activité
– Commandeur des Arts et des Lettres
- 2011 – Prix Nelly-Sachs (Allemagne)[25]
- 2012 – membre d’honneur de la Royal Society of Literature (Royaume-Uni)[26]

– Docteur honoris causa de l’Université Alexandru Ioan Cuza de Iași
– membre de l’Institut de Lettres de New York
– Prix national de l’Union des écrivains de Roumanie
– Prix Palau i Fabre (Espagne)
- 2016 – l’Ordre de l’Étoile de Roumanie, classe grand officier[30]

– Prix pour la littérature en langues romanes à la Foire internationale du livre de Guadalajara (en) (Mexique)
– Médaille Carlos Fuentes (Mexique)
- 2017 – Prix de Bard College[33] et les titres de Professeur émérite et d’Écrivain résident distingué du collège[34]